# Patinação artística nos Jogos Asiáticos de Inverno de 2007 - Individual masculino
A competição individual masculino da patinação artística na Jogos Asiáticos de Inverno de 2007 foi realizada no Changchun Wuhuan Gymnasium, em Changchun, China. O programa curto foi disputado no dia 1 de fevereiro e a patinação livre no dia 3 de fevereiro.

## Medalhistas
| Ouro   | CHN Xu Ming          |
| Prata  | CHN Li Chengjiang    |
| Bronze | JPN Kensuke Nakaniwa |

## Resultados
| Pos.              | Nome             | Nacionalidade   | Pontos | PC         | PL         |
| ----------------- | ---------------- | --------------- | ------ | ---------- | ---------- |
| Medalha de ouro   | Xu Ming          | China           | 194.19 | 66.00 (1)  | 128.19 (1) |
| Medalha de prata  | Li Chengjiang    | China           | 184.20 | 62.64 (2)  | 121.56 (2) |
| Medalha de bronze | Kensuke Nakaniwa | Japão           | 179.13 | 59.03 (4)  | 120.10 (3) |
| 4                 | Takahiko Kozuka  | Japão           | 177.11 | 58.73 (5)  | 118.38 (4) |
| 5                 | Wu Jialiang      | China           | 172.00 | 59.20 (3)  | 112.80 (5) |
| 6                 | Ri Song-Chol     | Coreia do Norte | 142.84 | 49.53 (6)  | 93.31 (7)  |
| 7                 | Lee Dong-Whun    | Coreia do Sul   | 139.92 | 43.22 (7)  | 96.70 (6)  |
| 8                 | Michael Novales  | Filipinas       | 108.22 | 36.40 (8)  | 71.82 (8)  |
| 9                 | Tatsuya Tanaka   | Hong Kong       | 95.70  | 31.14 (9)  | 64.56 (9)  |
| 10                | Jerico Lim       | Filipinas       | 90.68  | 29.15 (10) | 61.53 (10) |

Legenda
| Recorde mundial      | Recorde mundial (World record)               |                       | Recorde africano                      | Recorde africano (African) |                                           | Q | Classificado por posição (Qualified) |
| Recorde olímpico     | Recorde olímpico (Olympic record)            | Recorde da América    | Recorde da América (Americas)         | q                          | Classificado por melhor tempo (Qualified) |   |                                      |
| Melhor marca do ano  | Melhor marca do ano (World leading)          | Recorde asiático      | Recorde asiático (Asian)              | DNS                        | Não largou (Did not start)                |   |                                      |
| Recorde nacional     | Recorde nacional (National record)           | Recorde europeu       | Recorde europeu (European)            | DNF                        | Não terminou (Did not finish)             |   |                                      |
| Recorde pessoal      | Recorde pessoal do atleta (Personal best)    | Recorde da Oceania    | Recorde da Oceania (Oceania)          | DSQ / DQ                   | Desclassificado (Disqualified)            |   |                                      |
| Recorde da temporada | Recorde da temporada do atleta (Season best) | Recorde sul-americano | Recorde sul-americano (South America) | NM                         | Sem marca (No mark)                       |   |                                      |